# Karboksivinil-karboksifosfonat fosforilmutaza
Karboksivinil-karboksifosfonat fosforilmutaza (EC 2.7.8.23) je enzim sa sistematskim imenom 1-karboksivinil karboksifosfonat fosforilmutaza (dekarboksilacija). Ovaj enzim katalizuje sledeću hemijsku reakciju
1-karboksivinil karboksifosfonat {\displaystyle \rightleftharpoons } 3-(hidrohidroksifosforil)piruvat + CO2
Ovaj enzim katalizuje transfer i dekarboksilaciju karboksi (hidroksi) fosforil grupe, HOOC-P(O)(OH)- (fosforil je 3-valentna grupa), pri formiranju neobične C-P veze koja učestvuje u biosintezi antibiotika bialafos.

## Literatura
- Nicholas C. Price; Lewis Stevens (1999). Fundamentals of Enzymology: The Cell and Molecular Biology of Catalytic Proteins (Third изд.). USA: Oxford University Press. ISBN 019850229X.
- Eric J. Toone (2006). Advances in Enzymology and Related Areas of Molecular Biology, Protein Evolution (Volume 75 изд.). Wiley-Interscience. ISBN 0471205036.
- Branden C; Tooze J. Introduction to Protein Structure. New York, NY: Garland Publishing. ISBN 0-8153-2305-0.
- Irwin H. Segel. Enzyme Kinetics: Behavior and Analysis of Rapid Equilibrium and Steady-State Enzyme Systems (Book 44 изд.). Wiley Classics Library. ISBN 0471303097.
- William P. Jencks (1987). Catalysis in Chemistry and Enzymology. Dover Publications. ISBN 0486654605.

## Spoljašnje veze
- Carboxyvinyl-carboxyphosphonate+phosphorylmutase на 